# Friedrich Teichert
John Friedrich Teichert (* 1. Juni 1887 in Ottensen bei Altona, Preußen; † 17. Dezember 1950 in Kiel) war ein deutscher Pädagoge und parteiloser Politiker. Von Januar bis April 1946 leitete er in der ersten Regierungsmannschaft von Schleswig-Holsteins Oberpräsident Theodor Steltzer das Amt für Schule und Erwachsenenbildung, ein Vorläufer des späteren Kultusministeriums. Teichert übte damit die Funktion des ersten schleswig-holsteinischen Nachkriegskultusministers aus.

## Leben
Teichert wuchs im preußischen Ottensen/Altona bei Hamburg auf. Seine Mutter war eine bildungsorientierte Köchin, sein Vater arbeitete sich vom Eisenbahnschlosser zum Königlichen Lokomotivführer hoch. Teichert war der Älteste von drei Brüdern, von denen der jüngste 1914 im Ersten Weltkrieg ums Leben kam.
An der Oberrealschule vor dem Holstentor in Hamburg machte Teichert unter dem Reformpädagogen Albrecht Wilhelm Thaer 1907 Abitur. Bis März 1908 leistete er seinen Wehrdienst in Straßburg ab, wo er sich gleichzeitig an der Kaiser-Wilhelms Universität immatrikulierte. Danach setzte er sein Studium der Germanistik, Anglistik und Philosophie an den Universitäten Heidelberg, Berlin und Kiel fort. Teichert promovierte 1912 an der Christian-Albrechts-Universität zu Kiel mit einer Arbeit „Über das Aussterben alter Wörter im Verlaufe der englischen Sprachgeschichte“ zum Dr. phil. Nach dem Staatsexamen 1913 erwarb er zusätzlich die Lehrbefähigung für Religion im Nebenfach. Im selben Jahr erhielt er eine Stelle am Königlichen Lehrerseminar in Recklinghausen und bildete Volksschullehrer aus.
Anfang August 1914 verpflichtete ihn das Reich zum Kriegsdienst. Eine schwere Verwundung in Frankreich zwang ihn im September 1914 zu mehrmonatigen Lazarettaufenthalten. Neben erneut zweimaligen Frontdiensten bildete er im Verlauf des Krieges Offiziersanwärter aus. Im Dezember 1918 entließ ihn das Militär.
Ab 1919 widmete sich Teichert am Lehrerseminar in Ratzeburg wieder der Ausbildung von Volksschullehrern. Dort blieb er bis zum April 1924, mit Ausnahme eines beruflichen Zwischenspiels bei der Militärfortbildung 1921/22. Dazu kam es, weil Teichert nach dem Kapp-Putsch 1920 in Ratzeburg als Leiter des dortigen Freiwilligen-Bataillons eine Zeitungsannonce veröffentlicht hatte, die an seiner Distanz zu den Putschisten Zweifel aufkommen ließ. Demokraten zeigten ihn deswegen an. Es folgten ein dienstliches Disziplinarverfahren der Schulbehörde und Hochverratsermittlungen der Oberreichsanwaltschaft in Leipzig. Beide Verfahren wurden eingestellt. Teichert verließ von Oktober 1921 bis März 1922 den Schuldienst und arbeitete im Marine-Fortbildungswesen in Kiel und Wilhelmshaven. 1923 bestand er das zweite Staatsexamen „mit Auszeichnung“.
Von 1919 bis 1924 gehörte Teichert der Deutschnationalen Volkspartei (DNVP) an. In Ratzeburg führte er den Vorsitz im „Verein für das Deutschtum im Ausland“ (VDA).
Die schleswig-holsteinische Schulbehörde berief Teichert in Abstimmung mit dem preußischen Kultusministerium 1924 zum Direktor eines Reformgymnasiums in Kappeln an der Schlei (Klaus-Harms-Schule). Teicherts reformorientiertes pädagogisches Konzept des Arbeitsunterrichts machte ihn provinzweit bekannt. Zügig wurde er vom Studienrat (1926) zum Studiendirektor (1927) befördert. Auf Wunsch des preußischen Kultusministeriums trat Teichert nach dem Unfalltod des Direktors der dortigen „Schleswig-Holsteinischen Staatlichen Bildungsanstalt“ und des Gymnasiums Schloss Plön zum Juni 1928 dessen Nachfolge als Oberstudiendirektor an.
In seiner Denkschrift „Die Staatlichen Bildungsanstalten in Preußen“ formulierte Teichert 1930 seine Bildungskonzeption. Er stellte sie unter das Motto „Bildung als Freiheit und innere Bindung erleben“. Diese Art der Persönlichkeitsbildung war von traditionellen Gemeinschaftsvorstellungen, der preußischen Richertschen Gymnasialreform und einem deutsch-nationalen Politikverständnis geprägt. Die Schule erreichte mit dem „Plöner Musiktag“ im Juni 1932 reichsweite Aufmerksamkeit. Paul Hindemith schrieb die Musik und leitete selbst dieses wichtigste schulmusikalische Projekt der Weimarer Republik.
Die Nationalsozialisten beurlaubten Teichert im Mai 1933. Sie versetzten ihn ein Jahr später an die Kieler Gelehrtenschule. Nach deren kriegsbedingter Zerstörung berief die Schulbehörde ihn im Oktober 1944 zum Leiter des Staatlichen Studienseminars in Lübeck. Dort bildete er Gymnasiallehrer aus.
Anfang Juli 1945 ernannte der Kieler Oberpräsident Otto Hoevermann mit Zustimmung der britischen Militärbehörde Teichert zum Oberschulrat und Leiter der Abteilung Höheres Schulwesen im Oberpräsidium. Dort diente er seit November 1945 dem neuen Oberpräsidenten Theodor Steltzer (CDU). Steltzer berief Teichert im Dezember 1945 zum vorläufigen und im Januar 1946 zum Leiter des Amtes für Schule und Erwachsenenbildung. Damit war Teichert de facto der erste schleswig-holsteinische Nachkriegskultusminister. Im April 1946 wurde er stellvertretender Leiter der in Amt für Volksbildung umbenannten Behörde mit dem Titel „Landesdirektor“. Schleswig-Holstein verwendete diese Amtsbezeichnung für Staatssekretäre.
Weil die britische Besatzungsbehörde auf demokratischer Verantwortung des Kabinetts gegenüber dem ersten ernannten schleswig-holsteinischen Landtag drängte, leiteten ab April 1946 die Ausschussvorsitzenden des Landtags die Landesämter. Teichert wurde zweiter Mann im Amt für Volksbildung. Als Minister amtierte Wilhelm Kuklinski (SPD). Ein Verkehrsunfall im April 1947 zwang Teichert zu einer mehrmonatigen beruflichen Pause. Die nutzte Kuklinski, um Teicherts Beurlaubung im Juli 1947 per Kabinettsbeschluss durchzusetzen. Unterschiedliche Auffassungen über Schulreform und Lehrerbildung hatten zu erheblichen Konflikten zwischen den beiden geführt. Teichert erhielt eine Honorarprofessur für Pädagogik an der Kieler Christian-Albrechts-Universität und führte den Titel „Professor“. Da die Abberufung aus dem politischen Amt keine rechtliche Grundlage besaß, verabschiedete der Landtag auf Druck der britischen Besatzungsbehörde am 4. März 1948 ein Gesetz, das Teicherts Versetzung in den Wartestand ermöglichte. Erst nach längeren Auseinandersetzungen mit der Kieler Regierung ließ Teichert sich im September 1950 pensionieren. Wenige Wochen später starb er an einer Krebserkrankung.
Im Juni 1948 gehörte Friedrich Teichert mit Heinrich Hunke (Verleger) zu den Gründern der Goethe-Gesellschaft in Kiel. Die Gesellschaft für deutsche Sprache wählte ihn im Juni 1949 zu ihrem Vorstandsmitglied.

## Familie
Friedrich Teichert heiratete 1914 Anna Burmeister. Sie war die Tochter eines Kieler Mittelschulrektors. Der Ehe entstammten zwei Söhne. Der ältere, Max-Martin, wurde Marineoffizier. Der U-Boot-Kommandant starb im Mai 1943. Der jüngere Sohn Helmut arbeitete nach Kriegsdienst und sowjetischer Gefangenschaft als Richter in Hamburg.

## Werke
- Über das Aussterben alter Wörter im Verlaufe der englischen Sprachgeschichte. Phil.-Diss. Kiel, Erlangen 1912.
- Deutsche Marsch- und Wanderlieder. (Hg.), Brakel 1917.
- Baltische Erzähler, Hrsg. von Ludwig Mathar und Friedrich Teichert. Berlin, Leipzig, Riga 1918.
- Prosadichtung auf der Mittelstufe. In: Das Schrifttum im deutschen Unterricht. Der deutsche Arbeitsunterricht. 3. Heft, Leipzig 1928, S. 32–53.
- Artfremd oder deutsch? Ein Wörterbuch als Führer durch den Fremdwörterwust des öffentlichen Lebens. Berlin und Bonn 1934.